# Iris Dinerman
Iris Dinerman (in ebraico איריס דינרמן‎?; Haifa, 3 ottobre 1970) è un'ex cestista israeliana.

## Carriera
Con Israele ha disputato i Campionati europei del 1991.